# Spielbank-Affäre
Spielbank-Affäre ist eine Gemeinschaftsproduktion der DEFA mit der Pandora-Filmgesellschaft Stockholm von Arthur Pohl aus dem Jahr 1957, nach dem Roman „Spielbankaffaire“ von Hans von Oettingen aus dem gleichen Jahr.

## Handlung
Fahrt in einem eleganten Bus durch eine Stadt am Meer. Aufenthalt in einem Luxushotel, aber ohne den versprochenen Meerblick. Mannequins in prächtiger Garderobe, eine von ihnen ist die Schauspielstudentin Sybille, die mit den Vorführungen ihr Studium finanziert. Nach Beendigung der Show gehen die Mädels noch in eine Spielbank. Hier lernt Sybille den Anwalt Dr. Busch kennen, der sie gern wiedersehen möchte, aber auf ihre Ablehnung stößt. Da der Tourmanager mit ihr die Nacht verbringen will, trennt sie sich von den Mannequins und fährt zurück nach Hause.
In der Schauspielschule lernt Sybille den jungen Reporter Gerhard Fischer kennen, der einen Artikel über die Schule schreiben soll. Aber auch Dr. Busch taucht wieder auf und das nicht zufällig. Er sucht eine Person, die für ihn im örtlichen Spielcasino gefälschte Jetons einsetzen soll. Beauftragt wurde er von Herrn Martinez, dem Besitzer eines großen Casinos, der dadurch seinen Besitz vergrößern will. Die Absicht dahinter ist, die Spieler in dem kleineren Casino zu verunsichern, denn wo gefälschte Jetons eingesetzt werden, ist auch das eigene Geld nicht sicher. Deshalb wird auch in der ganzen Stadt veröffentlicht, dass es in der Spielbank nicht mit rechten Dingen zugeht. Sybille wird von Dr. Busch gebeten, für ihn zu spielen, da er als angesehener Anwalt nicht mit dem Testen eines neuen Systems in Verbindung gebracht werden will. Er kauft für Sybille die Spiel-Chips und gibt ihr Ratschläge, wie sie setzen soll. Verliert Sybille, so hat sie keinen Schaden. Gewinnt sie, bekommt sie die Hälfte des Gewinns.
Inzwischen haben sich Sybille und Gerhard näher kennengelernt und geheiratet. Eines seiner großen Vorhaben ist, eine mehrteilige Geschichte über die Machenschaften in den Spielcasinos zu schreiben. Die Beteiligung seiner Frau kann er noch nicht erkennen, aber sie will sich auch aus dem Casino zurückziehen. Nur als Gerhard seinen Posten verliert, weil es seinem Vorgesetzten nicht passt, dass er sich bei seinem Artikel über die Spielbanken-Affäre nicht hineinreden lassen will, trifft sie sich wieder mit Dr. Busch, um für ihn zu spielen. Inzwischen ist aber Herr Gallinger, der Besitzer der Casinos, dahinter gestiegen, wer die falschen Spielmarken einsetzt. Er lässt Sybille in sein Büro locken, wo sie in einem Schriftstück die ganze Schuld auf sich nehmen muss. Ihr Hinweis, dass sie alles nur im Auftrag von Dr. Busch erledigt hat, hilft ihr nicht weiter, da dieser inzwischen ermordet wurde und er das nicht mehr bestätigen kann. Der Journalist Gerhard Fischer kann nichts mehr aufdecken, da sich die Herren der Casinos längst geeinigt haben.

## Produktion
Der Roman Spielbankaffaire von Hans von Oettingen erschien 1957 im Verlag der Nation, basierend auf der Tätigkeit des Autors als Pressechef einer Spielbank in Wiesbaden.
Der Film Spielbank-Affäre wurde im Studio Babelsberg in Farbe und Totalvision auf Agfacolor gedreht. Gerhard Helwig entwarf die Bauten, die von Hermann Asmus ausgeführt wurden. Vera Mügge war für die Kostüme zuständig, die Produktionsleitung lag in den Händen von Werner Dau.
Nachdem einige Verantwortliche in der DDR der Meinung waren, dass der Westen in Farbe zu schön aussieht, die Außenaufnahmen entstanden u. a. im italienischen Campione und in Lugano, wurden für die Aufführungen in der DDR extra Kopien in Schwarzweiß hergestellt. Eine solche Kopie hatte am 13. September 1957 im Rostocker Kino Hansa-Theater Premiere. Unter dem Titel Parkplatz zur großen Sehnsucht wurde er ab 1958, natürlich in Farbe, in der Bundesrepublik gezeigt. Obwohl die in Stockholm ansässige Firma A.B. Pandora Film als Co-Produzentin fungierte, wurde der Film in Schweden nicht aufgeführt.
Das Rundfunk-Tanzorchester Leipzig unter Kurt Henkels sowie das DEFA-Sinfonieorchester begleiteten den Trompeter Horst Fischer, den Schlagzeuger Fips Fleischer und die Sängerin Eva May.
Insgesamt existieren vier (!) unterschiedliche Schnittfassungen:
die Totalvision-Fassung in Farbe, die auch auf DVD erschien
eine in diversen Einstellungen merklich längere Standard-Fassung, ebenfalls in Farbe, die zeitweise vom MDR ausgestrahlt wurde
eine in den DDR-Kinos gezeigte, drastisch verkürzte s/w-Fassung, ebenfalls im Standardformat (sie erschien als Bonus ebenfalls auf DVD)
die westdeutsche Schnittfassung "Parkplatz zur großen Sehnsucht" in Farbe und Standardformat, die auf VHS erschien

## Kritik
Im Neuen Deutschland findet Horst Knietzsch, dass dieser Film sich nicht von den Serienfilmen der kapitalistischen Länder unterscheidet und wenn ja, dann nur dass er ungekonnter gemacht wurde. In der Neuen Zeit bemerkt G. K. nach der Premiere, dass es ein Film ist, der vom Thema und der Darstellung her überrascht und erfreut. Denn das ist ein Anfang, kein vollendeter, aber eine erste Antwort auf die ständige Frage des Publikums nach Filmen die spannend entspannen. Das Lexikon des internationalen Films schrieb, dass der Film in der DDR-Kritik als Beispiel für Revisionismus und bürgerliche Infiltration angeprangert wurde und in der Bundesrepublik wurde er als antiwestliche Propaganda empfunden. Tendenziöser DEFA-Film, der kaum unterhält, sondern Klischees des kapitalistischen Westens aneinanderreiht.